# バルバータ
バルバータ（伊: Barbata  ( 音声ファイル)）は、イタリア共和国ロンバルディア州ベルガモ県にある、人口約700人の基礎自治体（コムーネ）。

## 地理

### 位置・広がり
ベルガモ県南部のコムーネ。県都ベルガモから南南東へ26km、州都ミラノから東へ46kmの距離にある。

#### 隣接コムーネ
隣接するコムーネは以下の通り。括弧内のCRはクレモナ県所属を示す。
- アンテニャーテ
- カミザーノ (CR)
- カザレット・ディ・ソプラ (CR)
- コーヴォ
- フォンタネッラ
- イッソ

### 地震分類
イタリアの地震リスク階級 (it) では、3 に分類される
。

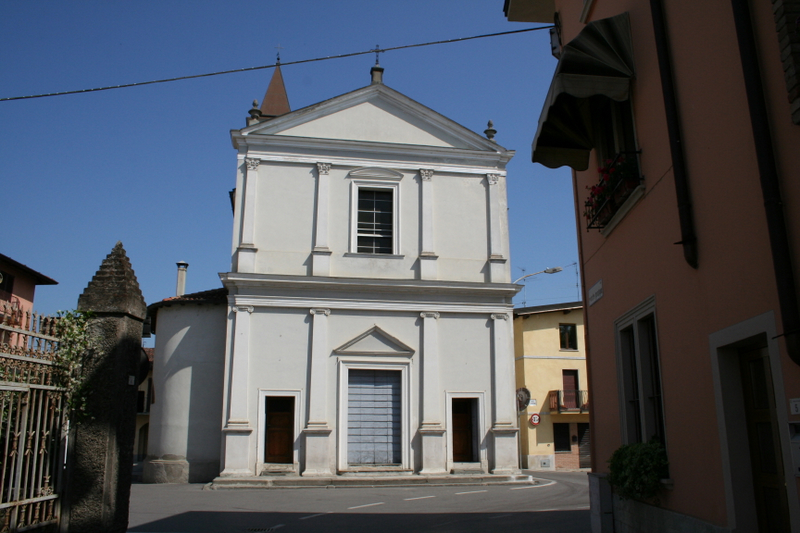
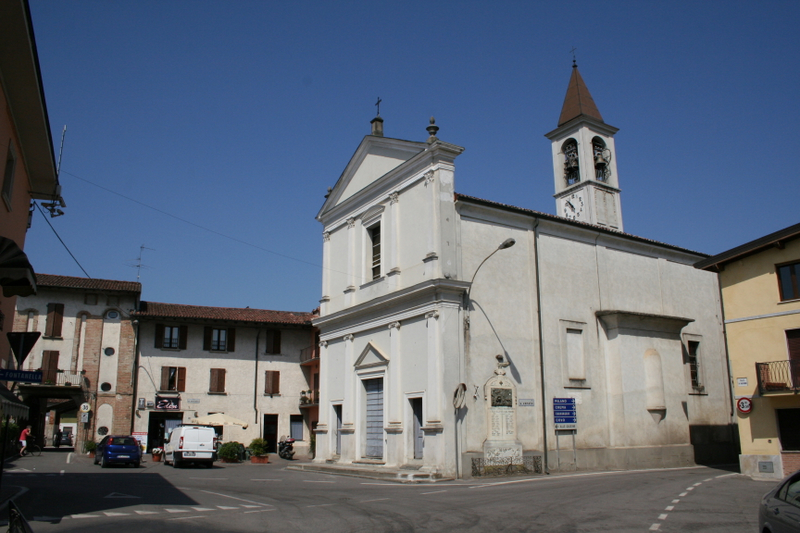
主任教会